# Удовольствие мыслить иначе (книга)
Удовольствие мыслить иначе — книга философа Фёдора Ивановича Гиренка, изданная в 2008 году.
Фёдор Иванович Гиренок, автор классических философских текстов – «Метафизика пата», «Патология русского ума», – является лидером русского философского постмодернизма – археоавангарда, а по совместительству – профессором кафедры философской антропологии философского факультета МГУ.
В 2009 году по книге Марком Дитковским был снят фильм с одноимённым названием.